# Хан, Зубайда Джалал
Зубайда Джалал Хан (англ. Zubaida Jalal Khan; род. 31 августа 1959, Кветта, Западный Пакистан) — государственный и политический деятель Пакистана. Учитель, либертарианец и общественный деятель. Вступила в должность министра оборонной промышленности 20 августа 2018 года в правительстве Имрана Хана.
После успешной кампании на парламентских выборах 2002 году Пакистанской мусульманской лиги (К), приобрела национальную известность как ведущая женщина-министр в правительстве премьер-министра Шауката Азиза. С 2002 по 2007 год была министром образования Пакистана и неудачно участвовала в парламентских выборах 2008 года с партией Пакистанская мусульманская лига (К).
После пятилетнего перерыва в политике присоединилась к Пакистанской мусульманской лиге (Н), но сняла кандидатуру в пользу Киран Хайдер, которая успешно сохранила своё место по итогам парламентских выборов 2013 года.

## Биография

### Преподавание
После прибытия из Кувейта помогла основать школу для девочек в своей деревне при поддержке отца, что стало необычным в традиционном консервативном белуджском обществе, где лицам женского пола не разрешалось посещать школу. Кроме работы в школе она преподавала английскую литературу в Университете Белуджистана. В 1993 году её заслуги были признаны правительством Пакистана и удостоена награды от президента Пакистана за достижения в области образования. Зубайда Джалал Хан является автором многих публикаций, в том числе статей о белуджской вышивке и борьбе с бедностью.
Политическая активность началась после того, как она присоединилась к правоцентристской Пакистанской мусульманской лиге (Н) во главе с премьер-министром Навазом Шарифом в 1988 году, но в 2000 году перешла в другую партию. Успешно участвовала в парламентских выборах, проведенных в 2002 году, получив 44 177 голосов от своего избирательного округа «NA—27». В 2002 году была назначена министром образования и дала присягу президенту Первезу Мушаррафу; работала в составе правительства премьер-министра Зафаруллы Хана Джамали. Далее работала министром образования в правительстве премьер-министра Шауката Азиза.

### Министр образования
В 2004 году она объявила, что «все медресе теперь будут задействованы во всех основных образовательных программах». Суть утвержденной программы президентом Первезом Мушаррафом, заключалась в том, чтобы сделать медресе интегрированными в современные образовательные реформы. Зубайда Джалал Хан лично одобрила 225—500 миллионов пакистанских рупий от правительства на 2003-04 фискальный год; финансирование осуществлялось совместно с Агентством США по международному развитию. Были намечены реформы, направленные на изменение школьной программы, а также отмена регулирования пакистанским правительством данных в учебниках, что стало частью программы, которую курировала Зубайда Джалал.
По сообщениям СМИ, несмотря на инициирование модернизации, школьная программа осталась прежней. Министерство образования не предприняло никаких действий по реформе медресе, не было запланировано соответствующих встреч и не были выпущены новые руководящие принципы для государственных ведомств. В «Daily Times» было опубликовано, что министерству образования не удалось добиться успеха в реформировании медресе в 2004 году. Они попросили правительство возобновить регистрацию медресе, чтобы больше людей могли воспользоваться пакетом реформ. Примерно 6 миллиардов рупий было выделено на первые три года реформ, а правительство выделило дополнительно 225 миллионов рупий в четыре провинции, которые не смогли освоить средства.
По словам официальных лиц, работавших при руководстве Зубайды Джалал — не было подготовлено никакой новой политики по реформированию медресе, а старая политика не изменилась. В 2009 году педагог Салим Али написал в своей книге «Ислам и образование: конфликт и конформизм в пакистанских медресе» диссертацию о том, что «действительно все частные и государственные школы всё еще подлежат утверждению правительством, тогда как программы медресе в настоящее время имеют отсутствие государственного контроля». В результате неспособности правительства навязать программу — интерес к ней уменьшился. Влиятельные клерикалы угрожали правительству, а министр образования Зубайда Джалал немедленно пояснила, что ни одна глава или стихи, касающиеся джихада, священной войны или шахадата (мученичества), не будут удалены из учебников и что конкретный стих, относящийся к джихаду, был только перенесен из учебника биологии для студентов среднего уровня.
Согласно данным министерства образования, основной причиной этой неудачи было мнение медресе о том, что проект был частью установления Нового мирового порядка. Другие утверждали, что процессу мешали «интересы на высоком уровне». Кроме того, большая часть средств была потеряна во время спором между министерством внутренних дел, министерством по делам религии и министерством образования, которым руководила Зубайда Джалал. Эти трения были в конечном итоге разрешены личным вмешательством президента Первеза Мушаррафа в 2007 году.

### Всеобщая избирательная кампания 2008 года
В 2008 году решила не присоединяться к Пакистанской мусульманской лиге (К), и вместо этого участвовала в парламентских выборах 2008 года как независимый кандидат от избирательного округа «NA-272». В итоге набрала всего 33 564 голоса, проиграв Якубу Бизанджо из Белуджистанской национальной партии.

### Всеобщая избирательная кампания 2013 года
В 2013 году одобрила кандидатуру Наваза Шарифа на пост премьер-министра. На встрече с ним Зубайда Джалал объявила о присоединении к Пакистанской мусульманской лиге (Н), выражая полное доверие его руководству.

## Личная жизнь

### Политические противоречия
Вскоре после парламентских выборов 2008 года Федеральное агентство расследований (FIA) начало расследование в отношении Зубайды Джалал по поводу финансовой аферы. Расследование FIA было начато по указанию премьер-министра Юсуфа Резы Гиллани, который считал, что «необходимо изучить роль министра образования Зубайды Джалал, без которой цели всего расследования останутся невыполненными». Она категорически отвергала обвинения в коррупции. В 2009 году расследование FIA было закрыто.
В публикациях за 2010 год под редакцией Пакистанского института развития законодательства и прозрачности (PILDT) Зубайда Джалал занимала второе место в списке самых богатых политиков Белуджистана; общая сумма активов составbkf 57,87 млн рупий.

### Политическая философия
Считалась наиболее просвещенным политиком при режиме Первеза Мушаррафа и одним из его ведущих министров. В 2008 году она публично поддержала президента Первеза Мушаррафа в период его импичмента. В телеинтервью Зубайда Джалал сказала, что «как смелый и отважный лидер Первез Мушарраф будет жить в Пакистане и для Пакистана». После того, как Первез Мушарраф объявил о своей отставке, Зубайда Джалал заявила, что он вряд ли уйдет из политики и продолжит свою борьбу за «просвещенный, мирный и прогрессивный Пакистан».
Решительно выступает за либеральную философию «просвещённой умеренности» и отметила, что «экстремизм является препятствием для развития, а просвещённая умеренность — ключом к глобализации».

## Примечание
1. ↑  Jugnu Mohsin, Hina Jilani, Syeda Abida Hussain, Zubaida Jalal, Surina Khan, infocus, working woman, women of strength, courage, extra ordinary women, woman giving contribution... Дата обращения: 1 октября 2020. Архивировано 22 февраля 2020 года.
2. ↑  Zubaida Jalal. Express Tribune Election Cell (ExTEC). Архивировано из оригинала 13 Июль 2013. Дата обращения: 12 Июль 2013.
3. ↑  Ihtasham ul Haque (24 ноября 2002). Jamali, cabinet take oath: PPP, PML-N abstain from ceremony. Dawn area studies, 2002. Архивировано 29 марта 2020. Дата обращения: 12 июля 2013.
4. ↑  Waqar Gillani (23 Май 2004). 'Madrassa students will be brought into mainstream'. Area studies, daily times. Архивировано из оригинала 1 марта 2006. Дата обращения: 12 Июль 2013.
5. ↑  Waqar Gillani (30 Июль 2004). Masood looks for ways to implement madrassa reforms. Daily times, 2004. Архивировано из оригинала 13 Ноябрь 2013. Дата обращения: 12 Июль 2013.
6. ↑  Gillani, Waqar (7 января 2005). 2004 – education issues, problems and reforms. Daily Times, Pakistan 2005. Архивировано из оригинала 20 Октябрь 2013. Дата обращения: 12 Июль 2013.
7. 1 2  Waqqar Gillani. (14 августа 2005). No progress on seminary reform. Daily, 14 August 2005. Архивировано из оригинала 13 июля 2013. Дата обращения: 12 июля 2013.
8. ↑  Ali, Saleem H. Madrassa versus enlightenment // Islam and Education: Conflict and Conformity in Pakistan’s Madrassas. — Amherst, Mass. : Daily times review, 2009. — P. 214.
9. ↑  W. Gillani (30 Июль 2004). Masood looks for ways to implement madrassa reforms. Friday, 30 July 2004. Архивировано из оригинала 13 Ноябрь 2013. Дата обращения: 12 Июль 2013.
10. ↑  Amir Wasim (19 февраля 2008). Heavyweights knocked out. Dawn, 2008. Дата обращения: 12 июля 2013.
11. ↑  KASHIF ABBASI/ZAIN-UL-ISLAM (16 апреля 2013). Can female candidates equally win on general seats?. Pakistan Times, 2008. Архивировано 4 марта 2016. Дата обращения: 12 июля 2013.
12. ↑  Saleem, Muhammad (28 марта 2013). Zubaida Jalal from Balochistan joins PML-N. Business recorder. Архивировано 4 марта 2016. Дата обращения: 12 июля 2013.
13. ↑  13th National Assembly of P akistan. Three Richest Politicians from Balochistan. 13th National Assembly of Pakistan. Pakistan Institute of Legislative Development And Transparency – PILDAT. Дата обращения: 12 июля 2013. Архивировано из оригинала 14 мая 2015 года.
14. ↑  APP (18 Август 2008). Musharraf will live in and for Pakistan; says Zubaida Jalal. Associate Press of Pakistan. Архивировано из оригинала 11 Сентябрь 2014. Дата обращения: 12 Июль 2013.
15. ↑  Stewart Bell -. The Martyr's Oath The Apprenticeship of a Homegrown Terrorist, Epub Edition.. — John Wiley & Sons Inc, 2009. — ISBN 0470739045.